# ÖBB X491
Bei den Baureihen ÖBB X491 handelt es sich um Schneeschleudern der ÖBB.

## Geschichte
Um 1970 standen den ÖBB eine Vielzahl von Klima-Schneepflügen sowie sieben Henschel-Dampfschneeschleudern zur Verfügung. Diese Schneeräumfahrzeuge genügten allerdings nicht mehr den technischen Ansprüchen und außerdem konnten mit ihnen die Gleise nicht ideal geräumt werden. Es wurde beschlossen, neue Räumfahrzeuge anzuschaffen. Aus den Angeboten der Firmen Beilhack und Rolba wurden Fahrzeuge von Beilhack gewählt. Am 16. Dezember 1975 wurde die erste Schneeschleuder des Typs HB 800 S als 2080.001 und am 5. Jänner 1983 eine zweite Maschine (HB 900 S) als 2180.001 in Betrieb genommen. Die beiden unterscheiden sich lediglich in der Motorleistung – die 2180.001 bringt um 41 kW mehr Leistung.
Die Fahrzeuge wurden inzwischen im Zuge der UIC-Kennzeichnung in X491 001-4 (99 81 9491 001-9) und X491 002-7 (99 81 9491 002-7) umnummeriert.
Im Jahr 2019 lieferte Aebi Schmidt die Hochleistungsschneeschleuder des Typs HB1100S mit der Nummer X491.003 (99 81 9191 000-4) an die ÖBB Infrastruktur.

## Konstruktion
Fahrzeugbrücke, Schleudervorsatz, Führerhaus und Motorkasten bilden eine bewegliche Einheit – diese kann bei Bedarf um 180° gedreht werden. Die bewegliche Einheit ist mit dem fahrbaren Untergestell verbunden. Das Führerhaus hat zwei Türen und kann bis zu 12 Mann aufnehmen. Der Führerstand erlaubt eine ausgezeichnete Rundum-Sicht, die vorderen Fenster verfügen über Schleuderscheiben. Im Gegensatz zur X491.001 besitzt die X491.002 keine Maschinenraumtüren, sondern nur Gitter auf der Seite, wodurch es zu einer höheren Lärmemission kommt.

## Technik
Die beiden älteren Schneeschleudern verfügen über einen Zwölf-Zylinder-Viertaktmotor. Mit Hilfe eines Nachschaltgetriebes kann zwischen einem Arbeitsgang (20 km/h) und einem Schnellgang (80 km/h) gewählt werden. Die Kraftübertragung geschieht mittels einer Vertikalwelle, die über zwei Winkelgetriebe die Teleskopwellen und diese wiederum die Radsätze antreiben.
Die maximale Drehzahl der Schleuderräder beträgt 392 Umdrehungen pro Minute – die Wahl der Drehzahl erfolgt mechanisch. Die Räumleistung pro Stunde beträgt 12.700 Tonnen.

## Einsatz
Die X491.001 ist in Landeck und die X491.002 in Wörgl stationiert. Die Schneeräumfahrzeuge werden je nach Bedarf eingesetzt.